# Памятник Кутузову (Москва)
Па́мятник Михаи́лу Куту́зову — московский памятник русскому полководцу, государственному деятелю и дипломату Михаилу Кутузову. Установлен в 1973 году возле музея-панорамы «Бородинская битва». Авторами проекта являются скульптор Николай Томский и архитектор Лев Голубовский.

## Описание
Полководец изображён в парадном мундире верхом на коне. Прототипом жеребца послужил конь Софист героя Красной армии Семёна Будённого арабской породы. В правой руке Кутузов держит подзорную трубу. Памятник помещён на гранитный прямоугольный семиметровый постамент с бронзовыми надписями: «Михаилу Илларионовичу Кутузову» и «Славным сынам русского народа, одержавшим победу в Отечественной войне 1812 года». На цоколе пьедестала с трёх сторон расположены бронзовые горельефы. С одной стороны они посвящены офицерам и соратникам Михаила Кутузова: Петру Багратиону, Барклаю де Толли, Матвею Платову, Дмитрию Дохтурову, Александру Тучкову, Николаю Раевскому, Александру Кутайсову, Алексею Ермолову, Дмитрию Неверовскому, Петру Лихачёву и Петру Коновницыну. С другой — простым солдатам: Михайлову, Коренному, Ручкину, Алексееву, Золотову, Павлову, Матвееву. С третьей — народным ополченцам и партизанам: Александру Сеславину, Александру Фигнеру, Герасиму Курину, Денису Давыдову и Василисе Кожиной. Все скульптуры выполнены с высокой точностью. Просматриваются черты лица, характеры и намерения каждого участника этой композиции.

## История
В мае 1912 года Комитет ревнителей памяти Отечественной войны начал сбор средств по подписке на создание памятника Михаилу Кутузову. К 1 января 1916 года сумма составила 50 653 рубля 77 копеек. Однако этих денег было недостаточно. Проект свернули из-за революции 1917-го.
Следующая попытка воздвигнуть памятник в Москве была предпринята в 1945 году — в связи с двухсотлетним юбилеем со дня рождения полководца. Иосиф Сталин лично подписал указ об установке 8 сентября этого же года. Скульптором выбрали Николая Томского. Соорудить памятник не успели: с началом руководства Никита Хрущёв запустил политику борьбы с культом личности, проект из-за подписи Сталина был заморожен. Однако в 1962-м по инициативе Хрущёва Президиум ЦК КПСС принял решение № П58/XI «О сооружении монумента в ознаменование победы народов нашей страны в Отечественной войне 1812 года и о восстановлении монумента Свободы".

Воздвигнуть в Москве на месте предполагавшегося сооружения памятника М. Кутузову монумент в ознаменование победы народов нашей страны в Отечественной войне 1812 года, в котором воплотить также образ М. Кутузова и других выдающихся полководцев.
Обязать Министерство культуры СССР и Мосгорисполком провести в 1962 году конкурс на лучший проект указанного монумента <…> Во изменение постановления Совнаркома СССР от 8 сентября 1945 года N 2399 установление памятника М. Кутузову в Москве считать нецелесообразным.
— Из текста решения
Во всесоюзном открытом конкурсе участвовало 52 скульптурных проекта, помимо них поступило 45 письменных предложений его внешнего вида. Все работы выставили в Центральном выставочном зале Москвы. 11 сентября 1963 года было проведено общественное обсуждение произведений, в котором участвовали представители различных организаций, учреждений и художественной общественности. В начале октября этого же года состоялось заседание жюри конкурса, которое отклонило все проекты.

Жюри пришло к заключению, что ни в одном из проектов… тема героической победы русской армии и народов России над захватнической армией Наполеона… не нашла художественно-образного воплощения. Идейное содержание представленных проектов в большинстве случаев не соответствовало широте и значению отображаемой темы.
В связи с этим жюри не рекомендовало к осуществлению ни один из проектов и не сочло возможным присуждение первой и второй премий.
— Из доклада министра культуры Екатерины Фурцевой и председателя Мосгорисполкома Владимира Промыслова в ЦК КПСС от 17 ноября 1963 года
29 декабря 1963 года вышло решение Президиума ЦК КПСС, которое постановило провести закрытый заказной конкурс с привлечением нескольких творческих коллективов. Однако он не состоялся. Два года спустя народные художники СССР Сергей Конёнков, Матвей Манизер, Валентин Серов и Герой Социалистического Труда архитектор Владимир Гельфрейх направили письмо в ЦК КПСС с просьбой установить памятник работы Николая Томского на Бородинском поле.

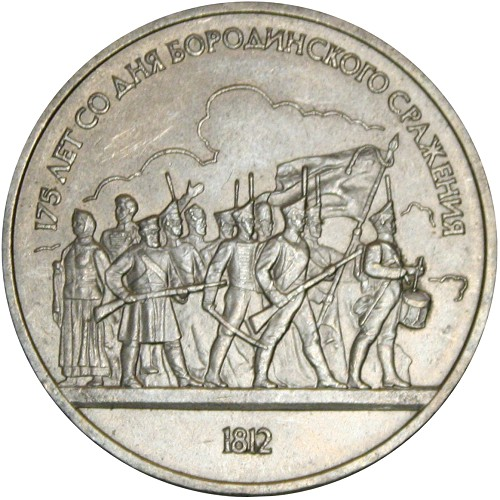
Монета СССР. Юбилейный 1 рубль 1987г. с частью памятника Кутузову

В 1962 году народный художник СССР Н. В. Томский завершил работу над памятником М. И. Кутузову и славным сынам русского народа, одержавшим победу в Отечественной войне 1812 года. Глубокая патриотическая идея монумента раскрыта скульптором художественно убедительно, ясным и выразительным пластическим языком.
К сожалению, вопрос о месте сооружения памятника до настоящего времени не решен. Модель памятника, отлитая в гипсе, не может долго храниться, и поэтому сейчас возникла опасность, что это значительное монументальное произведение — результат многолетнего труда скульптора Н. В. Томского может погибнуть.

Ходатайство удовлетворили, но установка монумента опять затянулась. Причиной стали пятидесятилетие Октябрьской революции и столетие Владимира Ленина и, как следствие, высокая занятость мастерских и комбинатов монументальной скульптуры, которые готовили скульптуры к празднованиям. Работы начались только после получения Николаем Томским Ленинской премии в 1972 году.
Открытие памятника состоялось 16 июля 1973 года возле музея-панорамы «Бородинская битва». Архитектором выступил Лев Григорьевич Голубовский. В создании монумента участвовали скульпторы Анатолий Иванович Бельдюшкин, Борис Едунов, Алексей Александрович Мурзин, А. Н. Томский.

## Другие памятники

### Кутузовская изба
Памятник расположен перед зданием-музеем «Кутузовская изба» в Москве. Установлен в 1958 году. Автором проекта также является скульптор Николай Томский. В 2004-м признан объектом культурного наследия регионального значения. В 2011 году монумент отреставрировали: устранили дефекты литья, восстановили бронзовую патину, укрепили химическим составом постамент, гидроизолировали фундамент.
Монумент представляет собой бронзовый погрудный бюст, который помещён на белокаменный пьедестал с надписью «М. И. Кутузов».

### Ташкентская улица
Установлен в Москве, в конце Ташкентской улицы в 1997 году к 185-летнему юбилею Отечественной войны. Авторами являются скульптор Владимир Глебов-Вадбольский и архитектор Ю. В. Дремин.
Представляет собой погрудный бронзовый бюст полководца. Военачальник изображён в парадном военном мундире с полководческими регалиями. Скульптура помещена на высокий гранитный постамент. На нём расположена фигурная цельнолитая бронзовая мемориальная табличка с надписью: «Михаил Илларионович Кутузов».

### Красная Пахра
Открыт 1 сентября 2012 года в честь двухсотлетия победы в Отечественной войне. Установлен на месте, где осенью 1812-го располагался штаб полководца — на площади Кутузова в селе Красная Пахра. Изготовлен на пожертвования местных жителей. Автором проекта является скульптор Александр Рожников. Памятник представляет собой шестиметровую бронзовую скульптуру. Полководец изображён в полный рост стремительно шагающим в развевающемся плаще.

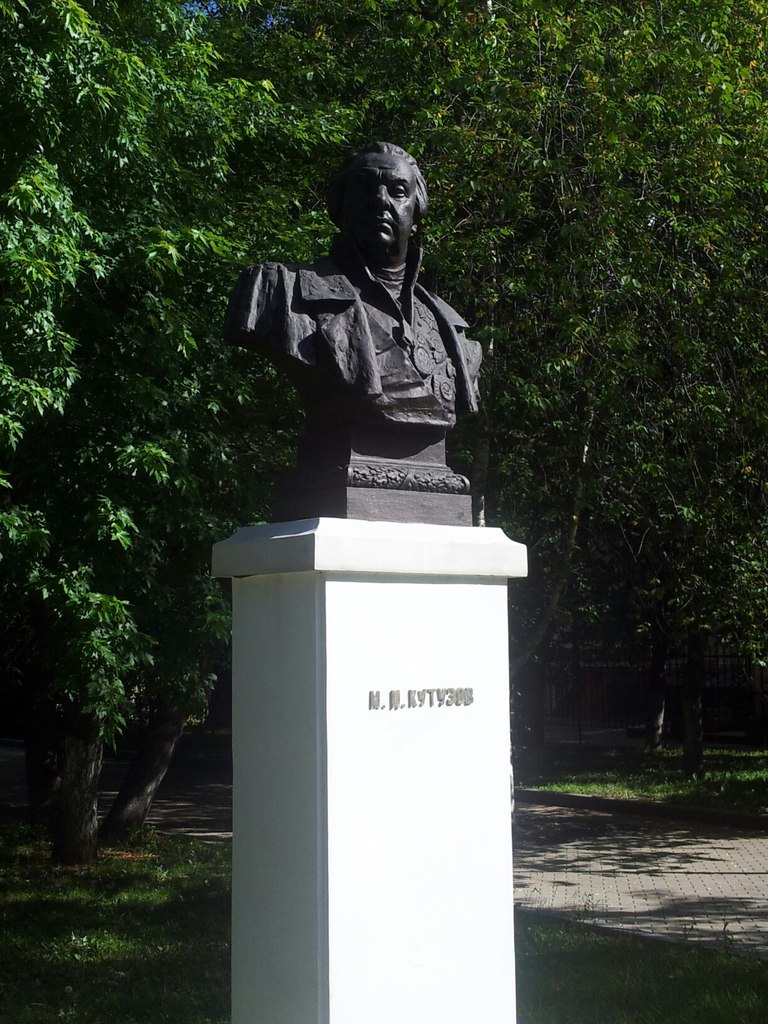
Бюст Михаилу Кутузову у Кутузовской избы в 2015 году
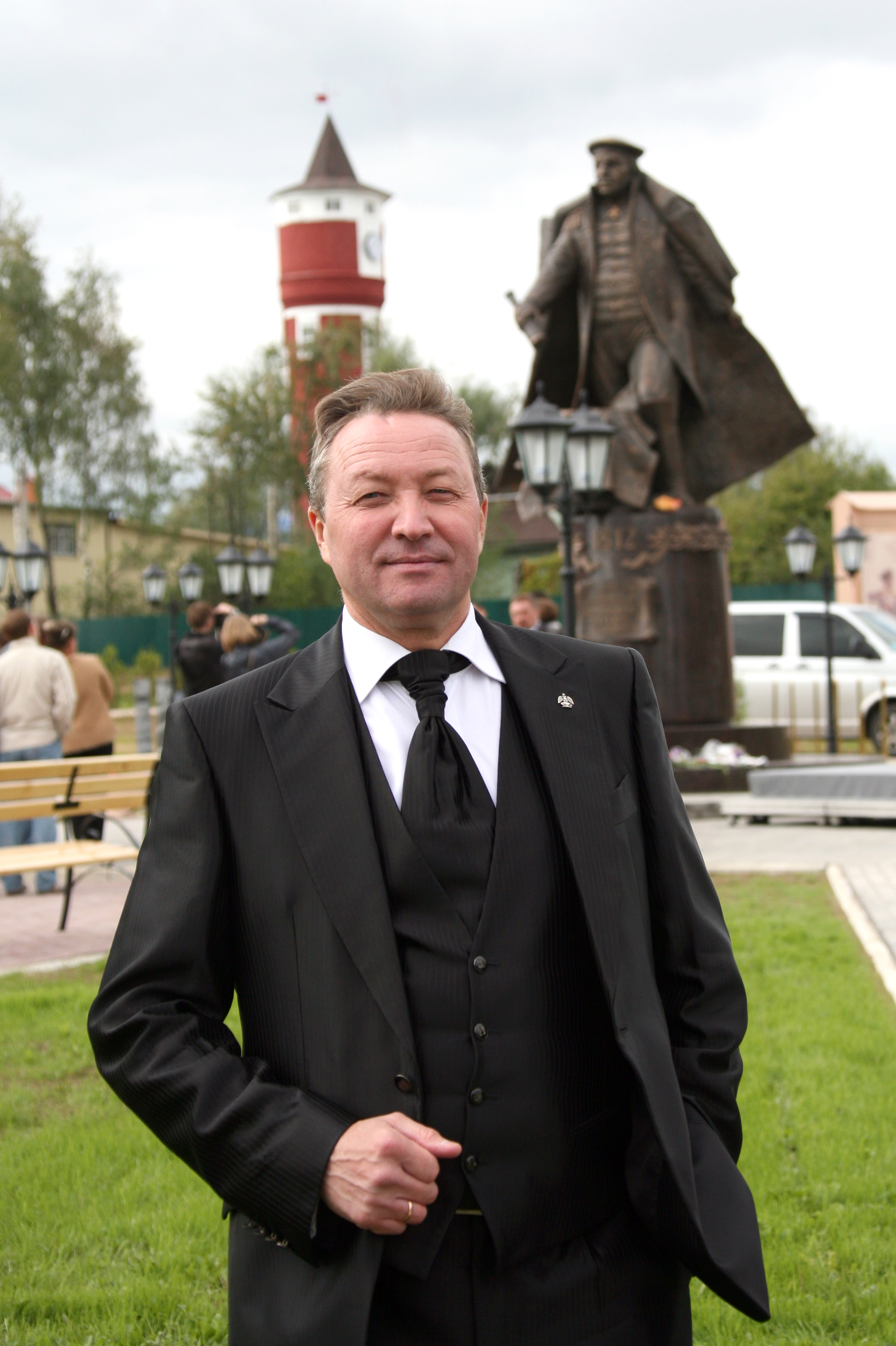
Скульптор Александр Рожников на открытии памятника в Красной Пахре в 2012 году
Памятник на Ташкентской улице в 2016 году